# Dávid Holman
Dávid Holman (Budapest, Hungría, 17 de marzo de 1993) es un futbolista húngaro, que juega como centrocampista en el Szeged-Csanád Grosics Akadémia de la Nemzeti Bajnokság II.

## Trayectoria

### Ferencvárosi Torna Club
David Holman empezó jugando en las categorías del Ferencváros Torna Club hasta 2014. Tras tener algo de éxito fue cedido al Lech Poznań hasta el 30 de junio de 2015 tras un préstamo.

### Lech Poznań
En enero de 2015, el Lech Poznań hizo oficial la cesión de Holman por un año por una cantidad de 250 000 €.

## Selección nacional
El 8 de junio de 2019 debutó con la selección absoluta de Hungría en un partido de clasificación para la Eurocopa 2020 ante Azerbaiyán que acabó con victoria 1-3 para los húngaros y en la que marcó un gol.

## Clubes
| Club                           | País       | Año       |
| ------------------------------ | ---------- | --------- |
| Ferencvárosi T. C.             | Hungría    | 2009-2016 |
| Lech Poznań (cedido)           | Polonia    | 2015      |
| Debreceni V. S. C.             | Hungría    | 2016-2017 |
| Š. K. Slovan Bratislava        | Eslovaquia | 2017-2023 |
| Budapest Honvéd F. C.          | Hungría    | 2023-2025 |
| Szeged-Csanád Grosics Akadémia | Hungría    | 2025-     |

## Palmarés

### Títulos nacionales
| Título                  | Club                    | País       | Año  |
| ----------------------- | ----------------------- | ---------- | ---- |
| Copa de Polonia         | Lech Poznań             | Polonia    | 2015 |
| Copa de Eslovaquia      | Š. K. Slovan Bratislava | Eslovaquia | 2018 |
| Superliga de Eslovaquia | Š. K. Slovan Bratislava | Eslovaquia | 2019 |
| Superliga de Eslovaquia | Š. K. Slovan Bratislava | Eslovaquia | 2020 |
| Copa de Eslovaquia      | Š. K. Slovan Bratislava | Eslovaquia | 2020 |
| Superliga de Eslovaquia | Š. K. Slovan Bratislava | Eslovaquia | 2021 |
| Copa de Eslovaquia      | Š. K. Slovan Bratislava | Eslovaquia | 2021 |
| Superliga de Eslovaquia | Š. K. Slovan Bratislava | Eslovaquia | 2022 |
| Superliga de Eslovaquia | Š. K. Slovan Bratislava | Eslovaquia | 2023 |